# TGK PG
TGK PG är en föreslagen obemannad rysk rymdfarkost, tänkt att ersätta Progress farkosten. Man planerar att använda Sojuz 2-1b-raketen för att skjuta upp farkosten.
Farkosten kan levererar 3 400 kg Internationella rymdstationen (ISS). Ungefär 1 000 kg mer än dagens Progress farkoster kan leverera till stationen.
Ett av målen med en ny farkost är att med endast tre uppskjutningar per år kunna försörja den ryska delen av Internationella rymdstationen (ISS) med förnödenheter och bränsle. Med Progress krävs det fyra uppskjutningar för att uppnå samma mål.
Med den nya farkosten skulle man också utnyttja Sojuz 2-1b-raketens fulla kapacitet.